# Chłop (Bruzda Zbąszyńska)
Chłop – jezioro rynnowe położone na terenie Pszczewskiego Parku Krajobrazowego, w województwie lubuskim, w powiecie międzyrzeckim, w gminie Pszczew. Około 1 km od północnego krańca zbiornika położona jest miejscowość Pszczew.

## Położenie i opis
Jezioro Chłop położone jest w środkowej części Pszczewskiego Parku Krajobrazowego. Południowo-wschodnim brzegiem jeziora przebiega granica województwa lubuskiego i wielkopolskiego. Jezioro Chłop to zbiornik pochodzenia rynnowego, dość duży i stosunkowo głęboki. Rozciąga się z północy na południe. Ma dobrze rozwiniętą linię brzegową z wąską, krętą zatoką w części wschodniej, w którą od południa wcina się duży półwysep zwany Jelenią Głową. Jezioro otoczone niemalże w całości lasami. Przy wschodnim brzegu jeziora rozciągają się wniesienia, z których najwyższe, Góra Wysoka, wznosi się na 101 m n.p.m. Na jeziorze jest jedna niewielka wyspa. Dno zbiornika jest zróżnicowane, oprócz kilku głęboczków występują liczne wypłycenia. Do jeziora uchodzą trzy niewielkie cieki, z których dwa okresowo wysychają. Nadmiar wód odprowadzany jest na południe niewielką strugą do jeziora Wędromierz.

## Hydronimia
Jezioro pojawia się w źródłach już w 1460 roku – początkowo jako Chlop, a następnie: Chlop (1564, 1594), Chłop (1640), Klop See (1845), Klopp See (1940). Obecnie w użyciu jest zestandaryzowana nazwa Chłop, a państwowy rejestr nazw geograficznych nie wymienia żadnej nazwy obocznej lub dodatkowej.

## Morfometria
Według danych Instytutu Rybactwa Śródlądowego powierzchnia zwierciadła wody jeziora wynosi 227,8 ha, natomiast A. Choiński, poprzez planimetrowanie na mapach 1:50 000, określił wielkość jeziora na 222,5 ha. Jeziorna jednolita część wód powierzchniowych ma powierzchnię 215 ha.
Średnia głębokość zbiornika wodnego to 9,0 m, a maksymalna – 23,0 m. Objętość jeziora wynosi 20 579,6 tys. m³. Maksymalna długość jeziora to 4150 m, a szerokość 975 m. Długość linii brzegowej wynosi 12 350 m.
Według Atlasu jezior Polski (red. J. Jańczak, 1996) lustro wody znajduje się na wysokości 53,7 m n.p.m., natomiast według numerycznego modelu terenu udostępnionego przez Geoportal lustro wody znajduje się na wysokości 52,5 m n.p.m.
Według Mapy Podziału Hydrograficznego Polski jezioro jest położone na terenie zlewni dziesiątego poziomu Bezpośrednia zlewnia jeziora Chłop. Identyfikator MPHP to 187875921. Zlewnia bezpośrednia jeziora wynosi 77,2 km².

## Zagospodarowanie
W systemie gospodarki wodnej jezioro tworzy jednolitą część wód o kodzie PLLW10360. Administratorem jest Regionalny Zarząd Gospodarki Wodnej w Poznaniu – utworzył on obwód rybacki obejmujący wody tego zbiornika wodnego o nazwie: Obwód rybacki jeziora Chłop na cieku Struga Wrońska – Nr 1. Gospodarkę rybacką na jeziorze prowadzi Gospodarstwo Rybackie Trzciel.
Jezioro pełni funkcje rekreacyjne. W 2006 roku nad jeziorem znajdowało się kilka ośrodków wypoczynkowych, dwa pola namiotowe oraz liczne domki letniskowe. Na wschodnim brzegu akwenu w pobliżu Góry Wysokiej znajduje się jedna z trzech identycznych wież widokowych zbudowanych przez gminę Pszczew. Wieża mierzy 18,66 m.

## Czystość i ochrona środowiska
W latach 1985, 1994, 2000 i 2006 roku wody jeziora zostały zaliczone do II klasy czystości. Porównanie wyników z poszczególnych lat pozwala stwierdzić, że jakość wód jeziora Chłop nie uległa znaczącym zmianom. Na przestrzeni lat przeźroczystość wód wahała się w zależności od pory roku w przedziale od 1,7 do 3,7 metra. Inspektorzy WIOŚ wskazali, że na utrzymanie jakości wód wpłynęła budowa w 1996 roku oczyszczalni ścieków dla Pszczewa, wraz z odprowadzeniem oczyszczonych ścieków bezpośrednio do Obry, poza zlewnię jeziora. Pozytywny wpływ na utrzymanie czystości wód miało również zamknięcie gorzelni w Pszczewie, która odprowadzała ścieki bezpośrednio do jeziora.
Jezioro Chłop zostało zakwalifikowane jako dość odporne na degradujące wpływy zewnętrzne, w związku z czym zostało zaliczone do II kategorii podatności na degradację. Oznacza to, że jest to jezioro o dobrych warunkach naturalnych. Negatywny wpływ na ten wskaźnik ma niski poziom stratyfikacji termicznej oraz iloraz długości linii brzegowej do objętości akwenu. Pozytywnie na odporność jeziora wpływa niewielki udział wymiany wód w ciągu roku (40%), niewielka powierzchnia zlewni bezpośredniej jeziora w porównaniu do jego objętości, dość duża głębokość średnia oraz przewaga lasów w bezpośrednim otoczeniu jeziora.
Badania z 2020 roku zaliczyły wody jeziora do wód o dobrym stanie ekologicznym, co odpowiada II klasie jakości. Wskaźnikiem, który zadecydował o drugiej klasie, był stan ekologiczny makrofitów, ichtiofauny oraz bezkręgowców bentosowych, podczas gdy stan fitoplanktonu oraz fitobentosu oceniono jako bardzo dobry. W tym samym roku stan chemiczny wód określono jako poniżej dobrego, stwierdzając przekroczenie dopuszczalnego stężenia w tkankach ryb PBDE, rtęci oraz heptachloru. Przeźroczystość wód została określona na 2,8 metra.
Jezioro znajduje się na terenie utworzonego w 1986 roku Pszczewskiego Parku Krajobrazowego oraz w granicach dwóch obszarów sieci Natura 2000: specjalnego obszaru ochrony siedlisk „Rynna Jezior Obrzańskich” PLH080002 i obszaru specjalnej ochrony ptaków „Jeziora Pszczewskie i Dolina Obry” PLB080005.